# Fazile Ibraimova
Fazile Ibraimova (Oekraïens: Фазіле Ібраімова, Russisch: Фазиле Ибраимова, Krim-Tataars: Fäzile Ibraimova, Turks: Fazile İbrahimoğlu) (Belogorsk, 23 september 1994) is een Oekraïense zangeres van Krim-Tataarse afkomst.

## Biografie
Omdat Ibraimova reeds op jonge leeftijd begon met muziek, groeide ze uit tot een van de grotere artiesten in eigen land. Ze heeft ze onderscheidingen ontvangen van de muziekwedstrijd van Juzjnij waar de beste virtuozen en dirigenten bekroond worden.
In 2013 won ze de Grand Prix in een muziekwedstrijd van TÜRKSOY. In de muziekwedstrijd Oriental bazar in Soedak kreeg Ibraimova de award voor beste artiest.
Eind 2013 mocht ze Oekraïne vertegenwoordigen op het Türkvizyonsongfestival 2013. Ibraimova nam deel met het Turkse lied Elmalım. De halve finale werd overleefd en in de finale eindigde Ibraimova uiteindelijk op een derde plaats.
Anno 2016 is Ibraimova de frontzangeres van Dzjemile.

## Discografie

### Singles
- Elmalım (2013)

2013: Fazile Ibraimova · 
2014: Natali Deniz · 
2015: Anna Mitioglo · 
2020: Natalia Papazoglu